# Абашидзе, Гейдар Алиевич
Гейдар Алиевич Абашидзе (груз. ჰაიდარ ალის ძე აბაშიძე; 15 августа 1893, Батум — 3 января 1966, Тбилиси) — грузинский политик, журналист и педагог, один из лидеров грузинской мусульманской общины в Аджарии.

## Биография
Гейдар Абашидзе родился в мусульманской грузинской дворянской семье беев Аджарии. Учился в местной грузинской школе, затем в колледже в Османской Турции. В 1913 году начал преподавать в школах Аджарии и публиковался в местной прессе, пропагандируя про-грузинскую ориентацию среди мусульманских Аджарцев. Он также сочувствовал социал-демократам, за что преследовался российским правительством.
Подписал Декларацию независимости Грузии. В период с 1918 по 1920 год вместе с Мемедом Абашидзе он был движущей силой Комитета по освобождению мусульманской Грузии, организации, которая активно действовала во время турецкой, а затем и британской оккупации Батума, выступая за включение региона в новую независимую Грузию. После советизации Грузии он ушёл из политики.
Умер в Тбилиси в 1965 году. Похоронен в Дидубийском пантеоне писателей и общественных деятелей в Тбилиси. Именем Г. Абашидзе названы улицы в Батуми и Тбилиси.
Несколько авторов, занимающихся проблемами Кавказа в годы Первой мировой войны, путают Гейдара Абашидзе с Китой Абашидзе, грузинским социал-федералистом и членом «ОЗАКОМа».